# Замбрув (гмина)
Замбрув (пол. Zambrów) — сельская гмина (волость) в Польше, входит как административная единица в Замбрувский повет, Подляское воеводство. Население — 8730 человек (на 2004 год).

## Демография
| Перепись                       | Всего   | Всего | Женщины | Женщины | Мужчины | Мужчины |
| ------------------------------ | ------- | ----- | ------- | ------- | ------- | ------- |
| Единицы                        | человек | %     | человек | %       | человек | %       |
| Население                      | 8730    | 100   | 4264    | 48,8    | 4466    | 51,2    |
| Плотность населения (чел./км²) | 29,2    | 29,2  | 14,3    | 14,3    | 14,9    | 14,9    |

## Поселения
1. Баче-Мокре
2. Боруты-Госки
3. Брайчево-Сежпуты
4. Хмеле-Погожеле
5. Хожеле
6. Цечорки
7. Чартосы
8. Червоны-Бур
9. Домбки-Лентовница
10. Длугобуж-Други
11. Длугобуж-Первши
12. Гардлин
13. Госки-Дуже
14. Госки-Пелки
15. Грабувка
16. Грохы-Лентовница
17. Грохы-Погожеле
18. Гжималы
19. Климаше
20. Конопки-Яблонь
21. Конопки-Ялбжикув-Сток
22. Козики-Ялбжикув-Сток
23. Краево-Бяле
24. Краево-Борове
25. Краево-Двиклы
26. Краево-Корытки
27. Краево-Лентово
28. Лады-Борове
29. Лады-Польне
30. Лосе-Доленги
31. Нагурки-Яблонь
32. Нове-Вежбово
33. Нове-Закшево
34. Новы-Борек
35. Новы-Лясковец
36. Новы-Скаржын
37. Осовец
38. Пенсы-Липно
39. Польки-Теклин
40. Порыте-Яблонь
41. Пшезьдзецко-Дрогошево
42. Пшезьдзецко-Мрочки
43. Пстронги-Гневоты
44. Рыкаче
45. Сасины
46. Сендзивуе
47. Старе-Краево
48. Старе-Вондолки
49. Старе-Закшево
50. Стары-Лясковец
51. Стары-Скаржын
52. Шелиги-Колёня
53. Шелиги-Лесница
54. Следзе
55. Табендз
56. Тарново-Госки
57. Вондолки-Борове
58. Вондолки-Будки
59. Вдзенконь-Други
60. Вдзенконь-Первши
61. Вежбово-Весь
62. Виснево
63. Воля-Замбровска
64. Воля-Замбжицка
65. Загробы-Лентовница
66. Загробы-Закшево
67. Зарембы-Гжималы
68. Зарембы-Крамки
69. Зарембы-Кромки
70. Зарембы-Кштенки
71. Зарембы-Свежки
72. Збжезница

## Соседние гмины
1. Гмина Анджеево
2. Гмина Чижев-Осада
3. Гмина Ломжа
4. Гмина Колаки-Косцельне
5. Гмина Рутки
6. Гмина Шумово
7. Гмина Снядово
8. Гмина Высоке-Мазовецке
9. Замбрув